# بخش ۱: مندلورین
«بخش ۱: مندلورین» نخستین قسمت از سریال اینترنتی آمریکایی مندلورین است، که بر اساس شخصیت‌های ساخته شده توسط جرج لوکاس ساخته شده است. این قسمت در تاریخ ۱۲ نوامبر ۲۰۱۹ در دیزنی+ پخش شد. این قسمت توسط جان فاورو شورانر سریال نوشته شده است؛ و توسط دیو فیلونی کارگردانی شده است. در این قسمت، مندلورین (پدرو پاسکال)، یک شکارچی جایزه بگیر معرفی می‌شود. که با توجه به قوانین مندلورینی در سفر در دور از کهکشان است و جمع‌آوری جوایز از بالاترین پیشنهاد دهنده را دنبال می‌کند. کارل ویترز، ورنر هرتسوک، امید ابطحی، نیک نولتی و تایکا وایتیتی در این سریال ایفای نقش می‌کنند.